# Сатир I
Сатир I (др.-греч. Σάτυρος) — царь Боспорского царства в 433—389 годах до н. э. из династии Спартокидов, сын Спартока I.

## Биография
Правление Сатира I — это период экспансии Боспорского царства, укрепления его внутреннего и международного положения. В 405 году до н. э. подчинил принадлежавший Афинам город Нимфей. Нимфей был передан его гармостом Гелоном, родственником афинского оратора Ктесифона, в руки боспорского царя Сатира Ι, в результате чего Гелон был отозван в Афины в результате поданной против него исангелии и подвергся судебному преследованию. Не дождавшись решения суда, он бежал на Боспор, где и получил от Сатира в дар «область под названием Кепы». Отношения с Афинами от этого не испортились, так как Афины получали хлеб из Боспорского царства. Царём в соседней земле синдов поставил своего ставленника, грека Гекатея, что фактически подчинило этот народ власти боспорского царя.
Воевал с меотами, движение которых возглавила бывшая супруга Гекатея Тиргатао. Она сильно опустошила земли синдов и территории Боспорского царства. Сатир, который в это время вел войну с Феодосией, заключил мир с Тиргатао и послал ей в заложники своего младшего сына Метродора. После неудачного покушения на жизнь Тиргатао, когда от смерти её спас пояс, отразивший удар, она казнила Метродора, вновь начала войну, «и подвергла страну всем ужасам грабежа и резни» («Стратегемы» Полиэна).
Пытался подчинить Феодосию, но последнюю поддержала Гераклея Понтийская. Погиб в этой неудачной войне. По другой версии, «умер с отчаяния» после известия об убийстве младшего сына. Ему наследовал сын Левкон I.